# Anders Wengrud
Anders Lorentz Wengrud, med smeknamnet "Svängen", född 24 juni 1944, är en svensk före detta fotbollsspelare på som bäst allsvensk nivå, och senare fotbollstränare också det som bäst på allsvensk nivå.
1976 var både hans sista säsong som spelare och första säsong som tränare då han verkade som spelande tränare i Bodens BK i division 3 Norra Norrland. Tränare i Luleå FF i division 3 Norra Norrland 1984 och i division 2 (dåvarande näst högsta serien) 1985. Och sen det sammanslagna Luleå FF/IFK Luleå även det i näst högsta serien 1986-1988. Mellan 1990 och 1991 tränade han Västerås SK.